# Toonage
Toonage ist das Debütalbum der dänischen Bubblegum-Gruppe Cartoons. Es wurde 1998 veröffentlicht und war ein großer Erfolg für die Band. Der Albumtitel ist ein Wortspiel aus Cartoon und Teenage und kann zugleich „Cartoon-Alter“ oder „Cartoon-Zeitalter“ bedeuten.

## Hintergrund
Das Album enthält den größten Hit der Gruppe, Witch Doctor, eine Coverversion von Ross Bagdasarians Song aus dem Jahr 1958. Der Titel erreichte Platz zwei in den UK Singles Charts. Die erste Single DooDah!, nach dem amerikanischen Folksong Camptown Races, war auch in mehreren Ländern, darunter Dänemark, ein großer Hit, wo sie Platz drei der dänischen Charts erreichte.
Das Album wurde 1999 unter dem Titel More Toonage wiederveröffentlicht, das mehr Songs enthielt als das Original.

## Rezeption
Toonage erreichte Platz zwei der dänischen Charts, Platz 17 im Vereinigten Königreich, Platz zwölf in Schweden, Platz 14 in Norwegen, Platz 24 in den Niederlanden und Platz 25 in Belgien (Flandern).

## Titelliste
- 1998 Toonage
  - 1. Witch Doctor
  - 2. DooDah!
  - 3. Hold Me
  - 4. Ramalama Daisy
  - 5. Yoko
  - 6. Who Put The Bomp
  - 7. De Do Do Do De Da Da Da
  - 8. Let's Go Childish
  - 9. Aisy Waisy
  - 10. Listen To My Heart
- 1999 More Toonage
  - 1. Witch Doctor
  - 2. DooDah!
  - 3. Hold Me
  - 4. Ramalama Daisy
  - 5. Yoko
  - 6. Who Put The Bomp
  - 7. De Do Do Do De Da Da Da
  - 8. Let's Go Childish
  - 9. Aisy Waisy
  - 10. Listen To My Heart
  - 11. DooDah! (Spanische Version)
  - 12. Witch Doctor (Spanische Version)
  - 13. Santa Claus Is Coming To Town
  - 14. Just Can't Wait
  - 15. Millenium Megamix